# Georges Chevrot
Georges Chevrot (Paris, 8 de janeiro de 1879 - Paris, 4 de fevereiro de 1958.) Foi um prelado e pregador francês.

## Biografia
Ordenado sacerdote em 1903, foi missionário da diocese de Paris, servindo como pároco de São Francisco Xavier de 1930 a 1958. Ele é nomeado cânone honorário em 1933 e prelado de Sua Santidade em 1939. Foi pregador quaresmal em Notre Dame, em Paris, em 1938, 1939 e 1940. Durante a ocupação da frança na segunda guerra mundial, ele se tornou um resistente na Frente Nacional de Independência da França. Ele foi eleito membro da Academia de Ciências Morais e Políticas em 1947.

## Principais publicações
- Jesus e a mulher samaritana. 25 sermões pregados na igreja de São Francisco Xavier (1936)
- Simon-Pierre, 24 sermões pregados na igreja de Saint-François-Xavier (1937)
- A formação eucarística de crianças em casa (1938)
- O Evangelho para o resgate de nossa enfermidade (1938)
- A eterna notícia do Evangelho. A vida do novo homem, seguida pelo retiro pascal (1939)
- A eterna notícia do Evangelho. Evangelho e Patriotismo (1940)
- Missa, instruções paroquiais (1942)
- Em silêncio, vinte e quatro sermões pregaram na Igreja de São Francisco Xavier (1944)
- P. Roger Derry, decapitado em Colônia em 15 de outubro de 1943 (1946)
- As pequenas virtudes da lareira (1949). reedição   : The Laurier, Paris, 2005.
- A Reunião do Senhor, Instruções da Paróquia (1949)
- O Evangelho ao ar livre, 10 minutos no microfone da Rádio-Luxemburgo. 1   . Olhando para os animais (1950)
- O Evangelho ao ar livre, 10 minutos no microfone da Rádio-Luxemburgo. 2   . Olhando a natureza (1950)
- Vitória da Páscoa, Instruções paroquiais para a Páscoa (1950)
- O Evangelho no Lar (1951)
- As bem-aventuranças (1952)
- Domingos de verão, instruções paroquiais (1954)
- E eu te digo (1955)
- Debaixo da figueira (1956)
- Tempo da Igreja, Instruções da Paróquia (1958)
- Em segredo (1958)